# 张俊威
张俊威（音）（1972年4月15日—2006年10月14日）生于阿姆斯特丹，是一名华裔荷兰男子赛艇运动员。他的父母都是来自香港的移民，他在上艾瑟尔省特文特地区长大。1992年，他在阿姆斯特丹的大学修读经济学时，加入了名为Nereus的学生赛艇俱乐部，开始练习赛艇。他原本希望在队内负责划桨，但因身高原因只能担任舵手。
1996年，他以舵手身份出战世界赛艇锦标赛，联同Remco Schnieders和Leofwin Visman在男子双人单桨有舵手项目上获得铜牌，这是他的首枚国际主要赛事奖牌。2004年，他获选为荷兰奥运男子八人单桨赛艇队的舵手，随队出战雅典奥运，并获得银牌。
2006年8月，他以荷兰男子八人单桨赛艇队舵手身份参加英国伊顿进行的世界赛艇锦标赛。回到荷兰后，他开始感觉自己身体疲劳，不久后便确诊患有一种罕见且具侵袭性的肝癌，最多只能活数个月。同年10月，他因肝癌去世，年仅34岁，去世不久前，他成为Nereus赛艇俱乐部的名誉成员。他的遗体被安葬在位于阿姆斯特丹的佐赫夫利德（Zorgvlied）公墓。2008年北京奥运周期的荷兰男子八人单桨赛艇队也以他的名字命名作为纪念。